# Bourogne
Bourogne (Duits: Boringen of Böll) is een gemeente in het Franse departement Territoire de Belfort (regio Bourgogne-Franche-Comté) en telt 1422 inwoners (1999). In het Elzassisch of het Duits heette de plaats vroeger Böll.
De gemeente maakt deel uit van het arrondissement Belfort en sinds 22 maart 2015 tot het kanton Châtenois-les-Forges. Daarvoor maakte het deel uit van het kanton Grandvillars.

## Geografie
De oppervlakte van Bourogne bedraagt 13,7 km², de bevolkingsdichtheid is 103,8 inwoners per km².
De onderstaande kaart toont de ligging van Bourogne met de belangrijkste infrastructuur en aangrenzende gemeenten.

## Demografie
Onderstaande figuur toont het verloop van het inwonertal (bron: INSEE-tellingen).